# Bernardo di Carinola
Bernardo di Carinola, noto anche come Bernardo di Capua (1040 circa – 12 marzo 1109), è stato un vescovo cattolico italiano.
È venerato come santo dalla Chiesa cattolica.

## Biografia
Bernardo è una delle figure più emergenti dell'XI secolo nella parte della Campania che era sotto il principato di Capua. Nacque verso l'anno 1040 in luogo ignoto. Si ipotizza che sia nato a Carinola, per le sue scelte a favore della città. Altri autori, soprattutto capuani, sostengono invece che sia originario di Capua.
Bernardo studiò all'Abbazia di Montecassino, allora governata dall'abate Desiderio, che fu poi papa con il nome di Vittore III. Bernardo si distinse per intelligenza, integrità di costumi e per impegno nello studio. Furono suoi compagni di studio Ildebrando di Soana, che divenne papa Gregorio VII, predecessore di Vittore III, e san Pier Damiani, cardinale e poi dottore della Chiesa.
Al termine degli studi Bernardo fu ordinato sacerdote. Nel 1071 papa Alessandro II aveva da poco nominato principe di Capua Giordano. Nel 1080 il principe fece di Bernardo il suo cappellano e consigliere; all'epoca la politica del principato era favorevole al papato, ma nel 1082, rovesciate le alleanze, passò al partito imperiale. Fu anche confessore del duca Riccardo II di Capua.
Nel 1086 morì Giovanni, vescovo di Forum Claudii: clero e popolo si riunirono per eleggere il successore, secondo l'uso del tempo. La scelta cadde su Bernardo e papa Vittore III, suo antico maestro, decise di recarsi di persona a Capua per consacrarlo vescovo (21 marzo 1087). La tassa ridotta di 20 ducati per la bolla di nomina indica che Carinola era una diocesi con rendite esigue.
Bernardo trasferì la sede vescovile a Carinola. Con la nuova cattedrale di stile romanico a cinque navate, Bernardo costruì anche il palazzo vescovile.
Nel 1095 trasferì nella cattedrale i resti di san Martino Penitente, fino ad allora sepolti in una grotta del Monte Massico.
Nell'anno 1100 Bernardo si recò a Roma da papa Pasquale II, che venne di persona a consacrare la nuova cattedrale.

## Culto
Fu sepolto nella sua cattedrale, in un sarcofago di marmo, un esemplare di scultura romana reperito in qualche villa dei dintorni, donato dal conte Gionata. Una Vita di San Bernardo fu scritta da un autore anonimo. Successivamente fu proclamato compatrono di Carinola.
Il Martirologio Romano ricorda al 12 marzo Bernardo vescovo e confessore, ma il suo nome sarebbe stato aggiunto nel calendario capuano molto tempo dopo la sua morte.